# Kamel Nasri
Kamel Nasri (en arabe : كمال ناصري), né le 17 février 1961 à Alger, est un homme politique algérien. Il est ministre algérien des Travaux publics du 22 février 2021 au 8 septembre 2022.

## Biographie

### Etudes
- Diplôme d'ingénieur d'État en construction, spécialisation en structures (juin 1986).

### Carrière
- Secrétaire général du ministère du Logement, de l'Urbanisme et de la Ville (2019).
- Directeur général du logement au ministère du Logement, de l'Urbanisme et de la Ville (2014 - mars 2019).
- Ministre de l'Habitat, de l’Urbanisme et de la Ville du 4 janvier 2020 au 22 février 2021.
- Ministre des Transports du 22 février 2021 au 8 juillet 2021.
- Ministre des Travaux publics du 22 février 2021 au 8 septembre 2022[1].